# Usclades-et-Rieutord
Usclades-et-Rieutord è un comune francese di 127 abitanti situato nel dipartimento dell'Ardèche della regione dell'Alvernia-Rodano-Alpi.

## Società

### Evoluzione demografica
Abitanti censiti